# Giancarlo Genesini
Giancarlo Genesini (Ferrara, 30 marzo 1913 – Ferrara, 1º novembre 1977) è stato un calciatore italiano, di ruolo Difensore.

## Carriera
Cresciuto a Ferrara nella Spal, con i ferraresi ha prima conquistato la promozione in Serie B e poi disputato due campionati cadetti, poi ha disputato una stagione a Ravenna e tre stagioni di Serie C a Mantova.

## Palmarès

### Club

#### Competizioni nazionali
- Prima Divisione: 3

SPAL: 1930-1931, 1931-1932, 1932-1933